# Il bidone
Il bidone is een film uit 1955 van de Italiaanse regisseur Federico Fellini.

## Verhaal
De film gaat over een groep zwendelaars, die wordt aangevoerd door de oudere Augusto. Tijdens hun oplichterijen raken ze dikwijls in de problemen. De film verloopt episodisch.

## Acteurs
| Acteur             | Personage       |
| ------------------ | --------------- |
| Broderick Crawford | Augusto         |
| Giulietta Masina   | Iris            |
| Richard Basehart   | Picasso         |
| Franco Fabrizi     | Roberto         |
| Sue Ellen Blake    | Anna            |
| Irene Cefaro       | Marisa          |
| Alberto De Amicis  | Rinaldo         |
| Lorella De Luca    | Patrizia        |
| Giacomo Gabrielli  | Il Baron Vargas |
| Riccardo Garrone   | Riccardo        |

## Trivia
Fellini bood de Nederlandse actrice Yoka Berretty een rol aan als straatmadelief. Ze had echter haar zinnen gezet op de rol van clowneske serveerster in de film en sloeg het aanbod af.